# Rəna İsmayılova

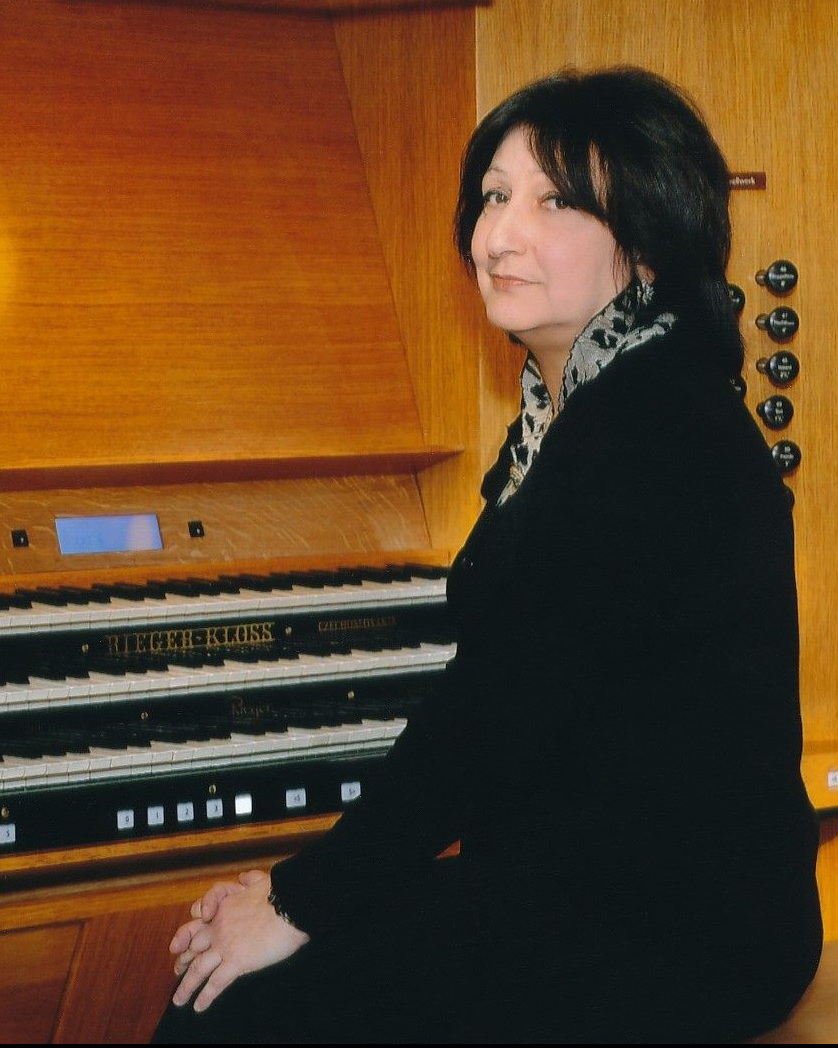
Rəna İsmayılova an einer Orgel der tschechischen Orgelbaufirma Rieger-Kloss

Rəna İsmayılova (aserbaidschanisch İsmayılova, Rəna Nəcəfqulu qızı, * 28. August 1950 in Baku, Aserbaidschanische Sozialistische Sowjetrepublik) ist eine aserbaidschanische Organistin und Musikpädagogin, die wesentlich zur Förderung und Verbreitung aserbaidschanischer Orgelmusik beitrug.

## Leben
Rəna İsmayılova wurde am 28. August 1950 in der aserbaidschanischen Hauptstadt Baku als Tochter eines Künstler-Ehepaares geboren. Ihr Vater war der Porträtmaler Nəcəfqulu İsmayılov (1923–1990), ihre Mutter die Porträtmalerin Güllü Mustafayeva (1919–1994). Sie wuchs mit zwei älteren Geschwistern aus der ersten Ehe ihrer Mutter und einer jüngeren Schwester in Baku auf. Nach ihrer Schulzeit besuchte sie die renommierteste musikalische Ausbildungsstätte des Landes, die Musikakademie Baku, die sie in den Fächern Klavier und Orgel abschloss. Danach besuchte sie die Graduiertenschule des Moskauer Konservatoriums. Dort zählte Leonid Rojsman zu ihren Lehrern.
İsmayılova trug wesentlich zur Förderung und Verbreitung aserbaidschanischer Orgelmusik bei. Die meisten Orgelwerke aserbaidschanischer Komponisten, darunter Firəngiz Əlizadə, S. Ibrahimova, N. Mammadov, F. Huseynov, N. Aliverdibeyov, R. Hasanova und J. Abbasov, entstanden in enger kreativer Kommunikation mit ihr und wurden von ihr erstaufgeführt. Unter ihrer Leitung wurde erstmals eine zweibändige Sammlung von Noten mit dem Titel „Orgelmusik aserbaidschanischer Komponisten“ (Azərbaycan bəstəkarlarının orqan musiqisi) veröffentlicht.
Im Jahr 1980 wurde sie mit dem Orden Verdienter Künstler der Republik Aserbaidschan (Azərbaycan Respublikasının əməkdar artisti) geehrt.
Seit 1987 war İsmayılova als Musikpädagogin in der Abteilung „Orgel und Cembalo“ der Musikakademie Baku tätig. Zu ihren Schülern zählen Fuad Abdullayev, der Preisträger des ersten Wettbewerbs aserbaidschanischer Orgelkünstler, und Sevinj Ibrahimova, eine weitere Absolventin dieses Wettbewerbs.
Neben ihrer Lehrtätigkeit gab İsmayılova Konzerte in vielen europäischen Städten und war Organisatorin und Teilnehmerin zahlreicher Konzerte und Musikabende. Als Ensemblepartnerin trat sie mit bekannten aserbaidschanischen Künstlern wie V. Tonkha, den Volkskünstlern Aserbaidschans Fidan und Xuraman Qasımova, S. Ganiyev, Ch. Mammadov, A. Manafli und Rustam Abdullayev auf. İsmayılova nahm 1991 an der internationalen Konferenz „Orgel gestern und heute“ in Nischni Nowgorod teil. 
1994 betreute İsmayılova ehrenamtlich eine Gruppe von Flüchtlingskindern aus Bergkarabach und begleitete sie für drei Monate nach Deutschland. 
Seit 1996 lebt sie mit ihrer Familie in Köln. Sie gibt in Deutschland weiterhin Orgelkonzerte und widmet sich der Kirchenmusik. Im September 2016 reiste sie aufgrund einer Einladung erstmals wieder nach Aserbadschaidschan, um beim VIII. Üzeyir-Hacıbəyov-Musikfestival (Üzeyir Hacıbəyli VIII Beynəlxalq Musiqi Festivalı) aufzutreten.

## Familie
Ihr Halbbruder Əli Haqverdiyev (1939–1992) war in seiner Heimat ein bekannter Opernsänger und Filmschauspieler. Die aserbaidschanische Musikwissenschaftlerin Zemfira Qafarova (* 1942) ist ihre Halbschwester, der Komponist Ramiz Mustafayev war ihr Onkel mütterlicherseits.

## Auszeichnungen und Ehrungen
- 1980: Orden Verdienter Künstler der Republik Aserbaidschan[3]

## Veröffentlichungen
- Rəna İsmayılova (ed.): Azərbaycan bəstəkarlarının orqan musiqisi. Azərbaycan Dövlət Nəşriyyatı, Baku 2000 (aserbaidschanisch).